# Henricia uluudax
Henricia uluudax is een zeester uit de familie van de Echinasteridae.
De wetenschappelijke naam van de soort werd in 2010 gepubliceerd door Clark & Jewett.